# Atletismo nos Jogos da Lusofonia de 2006
O atletismo nos Jogos da Lusofonia de 2006 ocorreu no Estádio Campo Desportivo entre 11 e 12 de outubro. O Brasil foi o maior medalhista do esporte, conquistando 19 das 30 medalhas de ouro em disputa.

## Medalhistas
| Ordem | País                | Medalha de ouro | Medalha de prata | Medalha de bronze | Total |
| ----- | ------------------- | --------------- | ---------------- | ----------------- | ----- |
| 1     | Brasil              | 19              | 15               | 7                 | 41    |
| 2     | Portugal            | 6               | 13               | 15                | 34    |
| 3     | Sri Lanka           | 3               | 2                | 1                 | 6     |
| 4     | Moçambique          | 2               | 0                | 2                 | 4     |
| 5     | Cabo Verde          | 1               | 0                | 0                 | 1     |
| 6     | São Tomé e Príncipe | 0               | 1                | 0                 | 1     |
| 7     | Macau               | 0               | 0                | 5                 | 5     |
| 8     | Guiné-Bissau        | 0               | 0                | 1                 | 1     |

| Evento                         | Ouro                 | Ouro     | Prata                 | Prata    | Bronze               | Bronze   |
| ------------------------------ | -------------------- | -------- | --------------------- | -------- | -------------------- | -------- |
| 100m masculino                 | Jorge Sena           | 10,42 s  | Rafael Ribeiro        | 10,57 s  | Ricardo Monteiro     | 10,83 s  |
| 100m feminino                  | Susanthika Mannalage | 11.42    | Franciela Krasucki    | 11.77    | Thaissa Presti       | 12.01    |
| 200m masculino                 | Bruno Barros Jr.     | 21,55 s  | Arnaldo Abrantes      | 21,92 s  | Holder Silva         | 22,42 s  |
| 200m feminino                  | Susanthika Mannalage | 23.20    | Franciela Krasucki    | 24.12    | Elisa Cossa          | 24.57    |
| 400m masculino                 | Fernando Almeida     | 46,88 s  | Rohitha Mudiyanselage | 47,61 s  | Paulo Ferreira       | 51,46 s  |
| 400m feminino                  | Cristina Elaine      | 55.38    | Carla Ratão           | 57.40    | Joana Frias          | 1:00.52  |
| 800m masculino                 | Kleberson Davide     | 1:50,50  | Diego Gomes           | 1:51,50  | Renato Silva         | 1:51,63  |
| 800m feminino                  | Leonor Piuza         | 2:07.34  | Geisiane de Lima      | 2:13.76  | Gisiane Bertoni      | 2:13.94  |
| 1500m masculino                | Chaminda Wijekoon    | 3:56,67  | Tiago Rodrigues       | 3:56,96  | António Travassos    | 3:57,55  |
| 1500m feminino                 | Sandra Teixeira      | 4:25.43  | Sabine Heitling       | 4:26.78  | Lidia Sousa          | 4:40.47  |
| 5000m masculino                | Sergio Silva         | 14:22,40 | Carlos da Silva       | 14:42,52 | Eder Silva           | 14:42,86 |
| 5000m feminino                 | Sabine Heitling      | 17:19.37 | Celma Bonfim          | 18:17.12 | Un Ieng Wong         | 21:44.45 |
| Meia-maratona masculina        | Nelson Cruz          | 1:09:08  | Licinio Pimentel      | 1:09:36  | Rui Teixeira         | 1:09:51  |
| Meia-maratona feminina         | Mónica Silva         | 1:22:34  | Fernanda Ribeiro      | 1:24:57  | Lai Heong Leong      | 1:39:52  |
| 110m com barreiras masculino   | Rodrigo Pereira      | 14,00 s  | Eder Souza            | 14,06 s  | Luis de Sá           | 14,59 s  |
| 100m com barreiras feminino    | Lucimara Silva       | 13.57    | Fabiana Moraes        | 14.07    | Telma Cossa          | 14.09    |
| 400m com barreiras masculino   | Leonel Kurt          | 50,29 s  | Raphael Fernandes     | 50,55 s  | Edivaldo Monteiro    | 51,66 s  |
| 400m com barreiras feminino    | Amanda Dias          | 58.25    | Gisele Cruz           | 1.01.05  | Catarina Bastos      | 1.03.55  |
| 3000m com obstáculos masculino | Pedro Ribeiro        | 8:58,11  | Paulo da Costa        | 8:59,07  | Iurquen Roese        | 9:38,44  |
| Salto em altura masculino      | Fábio Baptista       | 2,12 m   | Rafael Gonçalves      | 2,10 m   | Guilherme Cobbo      | 2,10 m   |
| Salto em altura feminino       | Marisa Anselmo       | 1.84 m   | Monica Freitas        | 1.81 m   | Sofia Pires          | 1.70 m   |
| Salto em distância masculino   | Rogerio Bispo        | 7,79 m   | Thiago Dias           | 7,52 m   | José Gaspar          | 7,24 m   |
| Salto em distância feminino    | Tânia Silva          | 5.96 m   | Patricia Venancio     | 5.95 m   | Patricia Mamona      | 5.65 m   |
| Salto triplo masculino         | Nelson Évora         | 16,30 m  | Hilton da Silva       | 15,66 m  | Chaminda Weerasinghe | 15,62 m  |
| Salto triplo feminino          | Tânia Silva          | 13.42 m  | Susana Costa          | 12.46 m  | Patricia Mamona      | 12.15 m  |
| Arremesso de peso masculino    | Marco Fortes         | 17,73 m  | Gustavo Mendonça      | 17,01 m  | Ronald Julião        | 16,10 m  |
| Arremesso de peso feminino     | Kelly Medeiros       | 15.08 m  | Dulce da Silva        | 14.14 m  | Anna Paula Pereira   | 13.67 m  |
| 4x100m masculino               | Brasil               | 40,28    | Portugal              | 41,12    | Macau                | 42,37    |
| 4x100m feminino                | Brasil               | 45.58    | Portugal              | 48.26    | Macau                | 50.93    |
| 4x400m masculino               | Brasil               | 3:07,81  | Sri Lanka             | 3:14,10  | Portugal             | 3:14,96  |
| 4x400m feminino                | Brasil               | 3:42.01  | Portugal              | 3:49.90  | Macau                | 4:09.17  |